# Öppningsbar bro

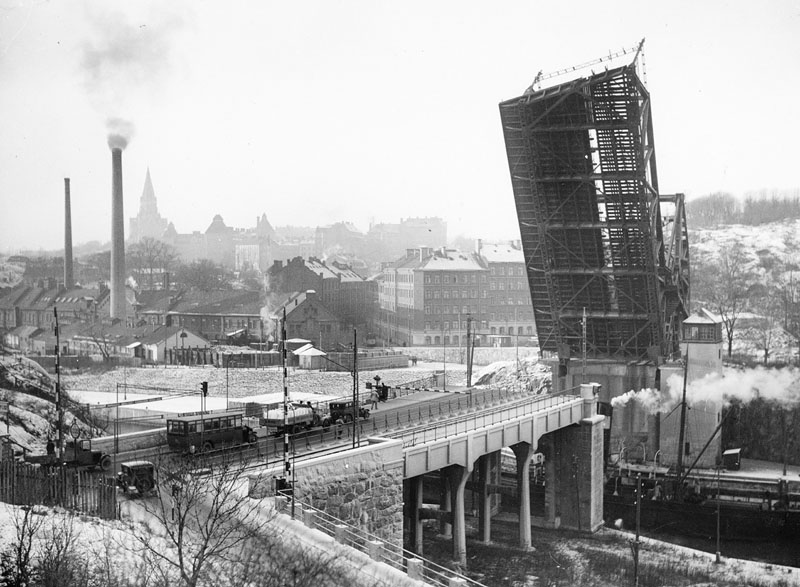
Danviksbron är en klaffbro.

En öppningsbar bro är en bro som kan öppnas för att släppa fram sjöfart.
Den vanligaste typen av öppningsbar bro är klaffbron, men även lyftbroar och vridbroar förekommer. Det finns också mer sällsynta konstruktioner, som viks, rullas ihop eller sänks. 
Ibland kan syftet vara att hindra trafik på bron. En vindbrygga är ett exempel.
En fördel med att göra broar flyttbara är den lägre kostnaden, på grund av frånvaron av höga bryggor och långa påfarter. Den huvudsakliga nackdelen är att trafiken på bron måste stoppas när den öppnas för passage av trafik på vattenvägen. För sällan använda järnvägsbroar över trafikerade kanaler kan bron lämnas öppen och sedan stängas för tågpassager. För små broar kan brorörelsen aktiveras utan behov av motor. Vissa broar sköts av användarna, speciellt de med båt, andra av en broman (eller broarbetare)), medan några få fjärrstyrs med assistens av videokameror och högtalare. I allmänhet drivs broarna av elmotorer, oavsett om de arbetar med vinschar, växlingar eller hydraulkolvar. Även om rörliga broar i sin helhet kan vara ganska långa, är längden på den rörliga delen begränsad av tekniska och kostnadsmässiga skäl till omkring ett hundratal meter.

## Typer av öppningsbara broar
- Klaffbro är en rörlig bro, där en eller ett par delar av bron kan fällas upp i lodrätt eller nära lodrätt läge.
- Lyftbro är en rörlig bro med en motvikt som kontinuerligt balanserar en spännvidd genom hela dess uppåtgående svängning för att ge utrymme för båttrafik. Den kan vara enkel- eller dubbelbladig.
- Svängbro har ett brodäck som roterar runt en fast punkt, vanligtvis i mitten, men kan likna en grind i sin funktion; för väg eller järnväg
- Sänkbro är en bro där brodäcket sänks ner i vattnet
- Rullbro eller skjutbro  är en ovanlig typ av rörlig bro vars brospann kan rullas horisontalt bort från överfarten över exempelvis en kanal eller ett vattendrag
- Vindbrygga är en typ av klaffbro som kan hissas upp med vindspel.
- Hängfärja, eller gondolbro, är en brokonstruktion med en gondol som hänger under och som kan föras fram och tillbaka under en vagn på en räls.
- Ombordstigningsbrygga, även kallad embarkeringsbrygga är en övertäckt brokorridor som ansluter en flygplatsterminals utgång direkt till ett flygplan.

Klaffbro
Bascule bro
Fällbro
Curlingbro
Vertikal lyftbro
Bordsbro
Infällbar bro
Rullande basculebro
Dränkbar bro
Lutningsbro
Svängbro
Transporterbro